# Experiência (filosofia)
Experiência refere-se a eventos conscientes em geral, mais especificamente a percepções, ou ao conhecimento prático e á familiaridade produzidos por estes processos conscientes. Entendida como um evento consciente no sentido mais amplo, a experiência envolve um sujeito ao qual vários elementos são apresentados. Neste sentido, ver um pássaro amarelo em um galho apresenta ao sujeito os objetos "pássaro" e "galho", a relação entre eles e a propriedade "amarelo". Elementos irreais também podem ser incluídos, o que acontece quando se experimentam alucinações ou sonhos. Quando entendida em um sentido mais restrito, apenas a consciência sensorial conta como experiência. Neste sentido, a experiência é normalmente identificada com a percepção e contrastada com outros tipos de eventos conscientes, como pensar ou imaginar. Em um sentido ligeiramente diferente, a experiência não se refere aos eventos conscientes em si, mas ao conhecimento prático e à familiaridade que produzem. Neste sentido, é importante que o contato perceptivo direto com o mundo externo seja a fonte do conhecimento. Assim, um alpinista experiente é alguém que realmente viveu muitas caminhadas, não alguém que meramente leu muitos livros sobre o alpinismo. Isto está associado tanto á familiarização recorrente no passado quanto às habilidades aprendidas através dela.
Muitos debates acadêmicos sobre a natureza da experiência concentram-se na experiência como evento consciente, seja no sentido amplo ou mais restrito. Um tema importante neste campo é a questão de se todas as experiências são intencionais, ou seja, dirigidas a objetos diferentes de si mesmas. Outro debate se concentra na questão de saber se há experiências não conceituais e, em caso afirmativo, que papel poderiam desempenhar na justificação de crenças. Alguns teóricos afirmam que as experiências são transparentes, o que significa que como se sente uma experiência depende apenas dos conteúdos apresentados nesta experiência. Outros teóricos rejeitam essa afirmação, apontando que o que importa não é apenas o que é apresentado, mas também como é apresentado.
Uma grande variedade de tipos de experiências é discutida na literatura acadêmica. As experiências perceptuais, por exemplo, representam o mundo externo através de estímulos registrados e transmitidos pelos sentidos. A experiência da memória episódica, por outro lado, envolve reviver um evento passado que se experimentou antes. Na experiência imaginativa, os objetos são apresentados sem o objetivo de mostrar como as coisas realmente são. A experiência de pensar envolve representações mentais e o processamento de informações, nas quais ideias ou proposições são entretidas, julgadas ou conectadas. Prazer refere-se a experiência que se sente bem. Está intimamente relacionada à experiência emocional, que tem adicionalmente componentes avaliativos, fisiológicos e comportamentais. Os ânimos são semelhantes às emoções. Uma diferença chave é que lhes falta o objeto específico encontrado nas emoções. Desejos conscientes envolvem a experiência de querer algo. Desempenham um papel central na experiência da agência, na qual intenções são formadas, cursos de ação planejados e decisões tomadas e realizadas. A experiência não ordinária refere-se a experiências raras que diferem significativamente da experiência no estado comum de vigília, como experiências religiosas, experiências fora do corpo ou experiências de quase-morte.
Experiência é discutida em várias disciplinas. A fenomenologia é a ciência da estrutura e dos conteúdos da experiência. Usa diferentes métodos, como a epoché ou a variação eidética. A experiência sensorial é de interesse especial para a epistemologia. Uma importante discussão tradicional neste campo diz respeito a se todo conhecimento é baseado na experiência sensorial, como afirmam os empiristas, ou não, como sustentam os racionalistas. Isto está intimamente relacionado com o papel da experiência na ciência, na qual se diz que a experiência atua como um árbitro neutro entre teorias concorrentes. Na metafísica, a experiência está envolvida no problema mente-corpo e no problema difícil da consciência, os quais tentam explicar a relação entre matéria e experiência. Na psicologia, alguns teóricos sustentam que todos os conceitos são aprendidos a partir da experiência, enquanto outros argumentam que alguns conceitos são inatos.

## Definição
O termo "experiência" está associado a uma variedade de significados intimamente relacionados, razão pela qual várias definições diferentes são encontradas na literatura acadêmica. A experiência é frequentemente entendida como um evento consciente. Isto às vezes é restrito a certos tipos de consciência, como percepção ou sensação, através dos quais o sujeito adquire conhecimento do mundo. Mas em um sentido mais amplo, a experiência inclui outros tipos de eventos conscientes além de percepção e sensação. Este é o caso, por exemplo, para a experiência de pensar ou a experiência de sonhar. Em um sentido diferente, "experiência" refere-se não aos eventos conscientes em si, mas ao conhecimento e à familiaridade prática que trazem consigo. De acordo com este significado, uma pessoa com experiência profissional ou um alpinista experiente é alguém que tem uma boa familiaridade prática no respectivo campo. Neste sentido, experiência não se refere a um processo consciente, mas ao resultado deste processo.

### Como evento consciente
A experiência é muitas vezes entendida como um evento consciente no sentido mais amplo. Isto inclui vários tipos de experiências, como percepção, consciência corporal, memória, imaginação, emoção, desejo, ação e pensamento. Geralmente se refere à experiência que um determinado indivíduo tem, mas também pode tomar o significado da experiência vivida por um grupo de indivíduos, por exemplo, de uma nação, de uma classe social ou durante uma época histórica particular. A fenomenologia é a disciplina que estuda as estruturas subjetivas da experiência, ou seja, como é, desde a perspectiva de primeira pessoa, experimentar diferentes eventos conscientes.
Quando alguém tem uma experiência, é apresentado com vários elementos. Estes elementos podem pertencer a diversas categorias ontológicas correspondentes, por exemplo, a objetos, propriedades, relações ou eventos. Ver um pássaro amarelo em um galho, por exemplo, apresenta ao sujeito os objetos "pássaro" e "galho", a relação entre eles e a propriedade "amarelo". Estes elementos podem incluir tanto elementos familiares quanto desconhecidos, o que significa que é possível experimentar algo sem compreendê-lo completamente. Quando entendida em seu sentido mais amplo, os elementos presentes na experiência podem incluir elementos irreais. Este é o caso, por exemplo, ao experimentar ilusões, alucinações ou sonhos. Neste sentido, pode-se ter a experiência de um pássaro amarelo em um galho, embora não haja nenhum pássaro amarelo no galho. As experiências podem incluir apenas elementos reais, apenas elementos irreais, ou uma mistura entre os dois. Os fenomenologistas fizeram várias sugestões sobre quais são as características básicas da experiência. As características sugeridas incluem a consciência espaço-temporal, a diferença de atenção entre primeiro e segundo plano, a consciência do sujeito de si mesmo, o senso de agência e propósito, a consciência corporal e a consciência de outras pessoas.
Quando entendida em um sentido mais restrito, apenas a consciência sensorial conta como experiência. Neste sentido, é possível experimentar algo sem compreender o que é. Este seria o caso, por exemplo, se alguém experimentasse um roubo sem estar ciente que exatamente estava acontecendo. Neste caso, as sensações causadas pelo roubo constituem a experiência do roubo. Essa caracterização exclui da experiência tipos mais abstratos de consciência. Neste sentido, às vezes se afirma que a experiência e o pensamento são dois aspectos separados da vida mental. Uma distinção semelhante é às vezes feita entre experiência e teoria. Mas estes pontos de vista não são geralmente aceitos. Os críticos frequentemente apontam que a experiência envolve vários componentes cognitivos que não podem ser reduzidos à consciência sensorial. Outra abordagem é distinguir entre experiência interna e externa. Assim, embora a percepção sensorial pertence à experiência externa, também pode haver outros tipos de experiência, como lembrar ou imaginar, que pertencem à experiência interna.

### Como conhecimento e familiaridade prática
Em outro sentido, a experiência se refere não aos eventos conscientes em si, mas ao conhecimento que produzem. Neste sentido, é importante que o conhecimento seja produzido através do contato perceptivo direto com o mundo externo. Que o conhecimento é direto significa que foi obtido por meio de observação imediata, ou seja, sem envolver qualquer inferência. Pode-se obter todo tipo de conhecimento indiretamente, por exemplo, lendo livros ou assistindo filmes sobre o tema. Este tipo de conhecimento não constitui experiência do tema, pois o contato direto em questão diz respeito apenas aos livros e filmes, mas não ao tema em si. Os objetos deste conhecimento são frequentemente entendidos como objetos públicos, que estão abertos à observação pela maioria das pessoas comuns.
O significado do termo "experiência" na linguagem cotidiana geralmente vê o conhecimento em questão não apenas como know-that teórico ou conhecimento descritivo. Em vez disso, inclui alguma forma de know-how prático, ou seja, familiaridade com um determinado assunto prático. Esta familiaridade é baseada em contatos ou execuções recorrentes no passado. Muitas vezes envolve ter aprendido algo de cor e ser capaz de praticá-lo habilmente, em vez de ter uma mera compreensão teórica. Mas o conhecimento e as habilidades obtidos diretamente desta forma são normalmente limitados a simples regras gerais. Como tal, carecem da certeza científica que surge através de uma análise metodológica por cientistas que condensa o entendimento correspondente em leis da natureza.
Na corrente filosófica do Pragmatismo, John Dewey, filósofo norte-americano, a experiência também ocupa papel de destaque no que diz respeito ao âmbito da educação, pois para o pensador o ambiente escolar é local em que a vivência favorece a compreeensão, por exemplo, da vida em sociedade no modo democrático, a fim de que sejam percebidos e respeitados as diferenças e a interação entre as pessoas possa colaborar para uma relação mais harmoniosa independente das ideias e posicionamentos particulares.

## Debates sobre a natureza da experiência

### Intencionalidade
A maioria das experiências, especialmente as do tipo perceptual, visam representar a realidade. Isso geralmente é expresso afirmando que têm intencionalidade ou são sobre seu objeto intencional. Se são bem sucedidas ou verídicas, representam o mundo como realmente é. Mas também podem falhar, caso em que dão uma representação falsa. É tradicionalmente considerado que toda experiência é intencional. Esta tese é conhecida como "intencionalismo". Neste contexto, muitas vezes se afirma que todos os estados mentais, não apenas as experiências, são intencionais. Mas o destaque especial é geralmente dado às experiências nestes debates, já que elas parecem constituir a forma mais fundamental de intencionalidade. É comumente aceito que todas as experiências têm características fenomenais, ou seja, que se sente uma certa maneira de vivê-las. Os opositores do intencionalismo afirmam que nem todas as experiências têm características intencionais, ou seja, que características fenomenais e características intencionais podem se separar. Alguns supostos contra-exemplos ao intencionalismo envolvem experiências sensoriais puras, como a dor, das quais se afirma que carecem de componentes representacionais. Os defensores do intencionalismo frequentemente responderam afirmando que estes estados afinal têm aspectos intencionais, por exemplo, que a dor representa dano corporal. Os estados místicos da experiência constituem outro contra-exemplo putativo. Neste contexto, afirma-se que é possível ter experiências de consciência pura nas quais a consciência ainda existe, mas carece de qualquer objeto. Mas avaliar esta afirmação é difícil, pois tais experiências são vistas como extremamente raras e, portanto, difíceis de investigar.

### Conceitualidade e mito do dado
Outro debate diz respeito à questão de se todas as experiências têm conteúdos conceituais. Conceitos são noções gerais que constituem os elementos fundamentais do pensamento. Os conteúdos conceituais são geralmente contrastados com os conteúdos sensoriais, como ver cores ou ouvir ruídos. Essa discussão é especialmente relevante para a experiência perceptual, da qual alguns empiristas afirmam que é composta apenas de dados sensoriais sem nenhum conteúdo conceitual.
A visão de que tal tipo de experiência existe e desempenha um papel importante em questões epistemológicas foi chamada de "mito do dado" por seus oponentes. O "dado" refere-se aos conteúdos sensoriais imediatos e não interpretados de tais experiências. Subjacente a esta discussão está a distinção entre a experiência "nua" ou "imediata" em contraste com a experiência mais desenvolvida. A ideia por trás dessa distinção é que alguns aspectos da experiência são dados diretamente ao sujeito, sem qualquer interpretação. Estes aspectos básicos são então interpretados de várias maneiras, levando a uma experiência mais reflexiva e conceitualmente rica, mostrando várias novas relações entre os elementos básicos. Esta distinção poderia explicar, por exemplo, como surgem várias percepções defeituosas, como ilusões perceptuais: elas são devidas a falsas interpretações, inferências ou construções pelo sujeito, mas não são encontradas no nível mais básico. Neste sentido, muitas vezes se observa que a experiência é um produto tanto do mundo quanto do sujeito. A distinção entre aspectos imediatos e interpretados da experiência resultou controversa na filosofia, com alguns críticos afirmando que não há nenhum dado imediato na experiência, ou seja, que tudo é interpretado de alguma forma. Um problema com esta crítica é que é difícil ver como qualquer interpretação poderia começar se não houvesse nada que pudesse ser interpretado para começar.
Entre aqueles que aceitam que há alguma forma de experiência imediata, existem diferentes teorias sobre sua natureza. Os teóricos dos dados sensoriais, por exemplo, sustentam que a experiência imediata consiste apenas em sensações básicas, como cores, formas ou ruídos. Este dado imediato é por si só uma massa caótica indiferenciada que é então ordenada através de vários processos mentais, como associação, memória e linguagem, para formar os objetos cotidianos normais que percebemos, como árvores, carros ou colheres. Os realistas diretos, por outro lado, sustentam que estes objetos materiais cotidianos são, eles mesmos, os dados imediatos. Alguns filósofos tentaram abordar estas discordâncias, formulando características gerais possuídas pelos conteúdos da experiência imediata ou "o dado". Muitas vezes se sustenta que são privados, sensoriais, simples e incorrigíveis. A privacidade refere-se à ideia de que a experiência pertence ao sujeito que a experimenta e não é diretamente acessível a outros sujeitos. Este acesso é, na melhor das hipóteses, indireto, por exemplo, quando o experimentador conta a outros sobre sua experiência. Simplicidade significa, neste contexto, que o que é dado constitui elementos básicos livres de quaisquer interpretações ou inferências adicionais. A ideia de que o dado é incorrigível tem sido importante em muitas disputas tradicionais na epistemologia. É a ideia de que não podemos estar errados sobre certos aspectos de nossa experiência. Nessa visão, o sujeito pode estar errado sobre as inferências tiradas da experiência sobre a realidade externa, por exemplo, que há uma árvore verde fora da janela. Mas não pode estar errado sobre certos aspectos mais fundamentais de como as coisas nos parecem, por exemplo, que o sujeito é apresentado com uma forma verde. Os críticos desta visão argumentaram que podemos estar errados até mesmo sobre como as coisas nos parecem, por exemplo, que uma conceituação possivelmente errada já pode acontecer no nível mais básico.

### Transparência
Há desacordo entre os teóricos da experiência sobre se o caráter subjetivo de uma experiência é inteiramente determinado por seus conteúdos. Esta afirmação é chamada de "transparência da experiência". Expressa que a forma como uma experiência é vivida depende apenas dos elementos apresentados nela. Isto significaria que duas experiências são exatamente iguais se tiverem o mesmo conteúdo. Vários filósofos rejeitaram esta tese, muitas vezes com o argumento de que o que importa não é apenas o que é apresentado, mas também como é apresentado. Por exemplo, a propriedade de redondeza pode ser apresentada visualmente, ao olhar para uma esfera, ou hapticamente, ao tocar a esfera. Os defensores da tese da transparência apontaram que a diferença entre as experiências em tais exemplos pode ser explicada no nível do conteúdo: uma experiência apresenta a propriedade da redondeza visual enquanto a outra apresenta a redondeza tátil. Outros contra-exemplos incluem a visão embaçada, em que o embaçamento é visto como uma representação defeituosa sem apresentar o objeto visto em si como embaçado. Argumentou-se que apenas os universais presentes na experiência determinam o caráter subjetivo da experiência. Nesta visão, duas experiências envolvendo indivíduos diferentes que instanciam exatamente os mesmos universais seriam subjetivamente idênticas.

## Tipos de experiência

### Percepção
A experiência perceptual refere-se a "uma consciência imediata da existência de coisas fora de nós". Essa representação do mundo externo acontece através de estímulos registrados e transmitidos pelos sentidos. A experiência perceptual ocorre em diferentes modalidades correspondentes aos diferentes sentidos, por exemplo, como percepção visual, percepção auditiva ou percepção háptica. Geralmente se sustenta que os objetos percebidos desta forma são objetos materiais comuns, como pedras, flores, gatos ou aviões, que são apresentados como objetos públicos existentes independentemente da mente que os percebe. Isto contrasta, por exemplo, com a forma como os objetos são apresentados na experiência imaginativa. Outra característica comumente atribuída à experiência perceptual é que ela parece nos colocar em contato direto com o objeto que apresenta. Assim, o percebedor normalmente não está ciente dos processos cognitivos que começam com a estimulação dos órgãos dos sentidos, continuam com a transmissão desta informação para o cérebro e terminam com o processamento da informação que ocorre ali. Embora a percepção geralmente é uma fonte confiável de informação para as questões práticas de nossos assuntos cotidianos, também pode incluir informações falsas na forma de ilusão e alucinação. Em alguns casos, a falta de confiabilidade de uma percepção já é indicada na própria experiência, por exemplo, quando o percebedor não consegue identificar um objeto devido a uma visão embaçada. Mas tais indicações não são encontradas em todas as experiências enganosas, que podem parecer tão confiáveis quanto suas contrapartes corretas.
Esta é a fonte do chamado "problema de percepção". Consiste no fato de que as características atribuídas à percepção até agora parecem ser incompatíveis entre si, tornando impossível a percepção assim caracterizada: no caso de percepções enganosas, o percebedor pode ser apresentado com objetos que não existem, o que seria impossível se estivesse em contato direto com os objetos apresentados. Diferentes soluções para este problema foram sugeridas. As teorias dos dados sensoriais, por exemplo, sustentam que percebemos dados sensoriais, como formas de cor na percepção visual, que existem mesmo em ilusões. Assim, negam que as coisas materiais comuns sejam os objetos da percepção. Os disjuntivistas, por outro lado, tentam resolver o problema negando que as percepções verídicas e as ilusões pertencem ao mesmo tipo de experiência. Outras abordagens incluem o adverbialismo e o intencionalismo. O problema com estas diferentes abordagens é que nenhuma delas é completamente satisfatória, pois cada uma delas parece contradizer algum tipo de evidência introspectiva sobre as características fundamentais da experiência perceptual.

### Memória episódica e imaginação
A experiência da memória episódica consiste em uma forma de reviver um evento passado que se experimentou antes. Isto é diferente da memória semântica, na qual se tem acesso ao conhecimento de vários fatos relacionados ao evento em questão, sem nenhum componente experiencial associado a este conhecimento. Na memória episódica, por outro lado, o evento passado é conscientemente revivido. Neste sentido, é uma forma de viagem mental no tempo que não está presente na memória não episódica. Mas esta forma de re-experimentar não é uma cópia exata da experiência original, já que o evento experimentado é apresentado como algo no passado visto a partir de sua perspectiva atual, que está associado a algum tipo de sentimento de passado ou familiaridade não presente na experiência original. Neste contexto, muitas vezes é sustentado que a memória episódica fornece dois tipos de informações: informações de primeira ordem sobre o evento passado e informações de segunda ordem sobre o papel deste evento na memória atual do sujeito. A memória episódica é diferente de simplesmente imaginar a experiência de um evento passado. Um aspecto importante desta diferença é que faz parte da natureza da memória episódica tentar representar como foi a experiência original, mesmo que às vezes não o consegue. Outras diferenças sugeridas incluem o grau de vivacidade e a conexão causal entre a experiência original e a memória episódica.
A experiência imaginativa envolve uma forma especial de representação na qual os objetos são apresentados sem o objetivo de mostrar como as coisas realmente são. Como a memória e ao contrário da percepção, as imagens mentais associadas normalmente não são causadas pela estimulação dos órgãos sensoriais. Muitas vezes se sustenta que tanto a imaginação quanto a memória dependem do contato perceptual prévio com os conteúdos experimentados. Mas ao contrário da memória, mais liberdade está envolvida na maioria das formas de imaginação, já que o sujeito pode variar, mudar e recombinar livremente vários dos conteúdos experimentados, enquanto a memória visa preservar sua ordem original. Diferentes teóricos focam em diferentes elementos ao tentar conceituar a natureza da imaginação. A visão do empobrecimento sustenta que a imaginação é distinguida da percepção e da memória por ser menos vívida e clara. A visão de dependência da vontade, por outro lado, centra-se no poder da vontade de moldar ativamente os conteúdos da imaginação, enquanto a visão da não existência concentra-se na impressão de irrealidade ou distância da realidade pertencente à experiência imaginativa. Apesar de sua liberdade e sua falta de relação com a realidade, a experiência imaginativa pode servir a certas funções epistemológicas ao representar o que é possível ou concebível. Este é o caso, por exemplo, quando se especula imaginativamente sobre um evento que aconteceu ou pode acontecer. A imaginação pode surgir de várias formas diferentes. Uma diferença diz respeito a se o cenário imaginado é deliberadamente controlado ou surge espontaneamente por si só. Outra diz respeito a se o sujeito se imagina experimentando o evento imaginado por dentro, como sendo um dos protagonistas neste evento, ou por fora. Diferentes experiências imaginativas tendem a ter diferentes graus nos quais o cenário imaginado é apenas uma reconstrução de algo experimentado anteriormente ou um rearranjo criativo. Os relatos de experiências imaginativas geralmente se concentram no domínio visual, mas também existem outras formas menos proeminentes, como a imaginação auditiva ou a imaginação olfativa.

### Pensamento
O termo "pensamento" é usado para se referir a uma ampla variedade de experiências cognitivas. Envolvem representações mentais e o processamento de informações. Desta forma, ideias ou proposições são entretidas, julgadas ou conectadas. É semelhante à memória e à imaginação, pois a experiência de pensar pode surgir internamente sem qualquer estimulação dos órgãos sensoriais, em contraste com a percepção. Mas o pensamento está ainda mais distante dos conteúdos sensoriais do que a memória e a imaginação, já que seus conteúdos pertencem a um nível mais abstrato. Está intimamente relacionado ao fenômeno da fala e alguns teóricos afirmam que todo pensamento é uma forma de fala interna expressa em uma linguagem. Mas esta afirmação é controversa, pois parece haver pensamentos que não são linguisticamente articulados de forma completa. Mas a afirmação mais moderada é frequentemente aceita de que o pensamento está associado a disposições para realizar atos de fala. Nesta visão, fazer um julgamento no pensamento pode acontecer de forma não linguística, mas está associado a uma disposição de afirmar linguisticamente a proposição julgada. Várias teorias sobre a natureza da experiência de pensamento foram propostas. De acordo com o platonismo, é uma atividade espiritual na qual as formas platônicas e suas inter-relações são discernidas e inspecionadas. Os conceitualistas, por outro lado, sustentam que pensar envolve entreter conceitos. Nesta visão, os julgamentos surgem se dois ou mais conceitos estão conectados entre si e podem levar a inferências se estes julgamentos estão conectados a outros julgamentos.
Vários tipos de pensamento são discutidos na literatura acadêmica. Às vezes são divididos em quatro categorias: formação de conceitos, solução de problemas, julgamento e tomada de decisões, e raciocínio. Na formação de conceitos, as características comuns aos exemplos de um determinado tipo são aprendidas. Isto geralmente corresponde à compreensão do significado da palavra associada a este tipo. No caso da solução de problemas, o pensamento tem como objetivo superar certos obstáculos, descobrindo uma solução para um problema. Isto acontece ou seguindo um algoritmo, que garante o sucesso se seguido corretamente, ou usando heurísticas, que são métodos mais informais que tendem a aproximar o pensador de uma solução. O julgamento e a tomada de decisões envolvem a escolha do melhor curso de ação entre várias alternativas. No raciocínio, o pensador parte de um determinado conjunto de premissas e tenta tirar conclusões delas. Uma categorização mais simples divide o pensamento em apenas duas categorias: contemplação teórica e deliberação prática.

### Prazer, emoção e ânimo
Prazer se refere à experiência que se sente bem.  Envolve o gozo de algo, como comer um bolo ou fazer sexo. Quando entendido no sentido mais amplo, isto inclui não apenas prazeres sensoriais, mas qualquer forma de experiência agradável, como participar em uma atividade intelectualmente satisfatória ou a alegria de brincar. O prazer vem em graus e existe em uma dimensão que também inclui graus negativos. Esses graus negativos são geralmente chamados de dor e sofrimento e contrastam com o prazer como formas de sentir-se mal. As discussões sobre esta dimensão geralmente se concentram em seu lado positivo, mas muitas das teorias e observações se aplicam igualmente a seu lado negativo. Há discordância entre filósofos e psicólogos sobre qual é a natureza do prazer. Alguns entendem o prazer como uma simples sensação. Nesta visão, uma experiência de prazer é uma experiência que tem uma sensação de prazer entre seus conteúdos. Este relato é rejeitado pelas teorias de atitude, que sustentam que o prazer não consiste em um conteúdo, mas em uma certa atitude em relação a um conteúdo. De acordo com esta perspectiva, o prazer de comer um bolo não consiste em uma sensação de sabor junto com uma sensação de prazer, como afirmam os teóricos da sensação. Em vez disso, consiste em ter uma certa atitude, como o desejo, em relação à sensação do sabor. Um terceiro tipo de teoria define o prazer em termos de suas propriedades representacionais. Nesta visão, uma experiência é prazerosa se apresenta seus objetos como sendo bons para o experimentador.
As experiências emocionais vêm em muitas formas, como medo, raiva, excitação, surpresa, tristeza ou desgosto. Elas geralmente incluem aspectos prazerosos ou desagradáveis. Mas normalmente também envolvem vários outros componentes, que não estão presentes em todas as experiências de prazer ou dor. Frequentemente, é sustentado que também compreendem componentes avaliativos, que atribuem um valor positivo ou negativo a seu objeto, componentes fisiológicos, que envolvem mudanças corporais, e componentes comportamentais na forma de uma reação ao objeto apresentado. Por exemplo, encontrar repentinamente um urso pardo durante uma caminhada pode evocar uma experiência emocional de medo no caminhante, que é experimentada como desagradável, que representa o urso como perigoso, que leva a um aumento na frequência cardíaca e que pode provocar uma reação de fuga. Estes e outros tipos de componentes são frequentemente usados para categorizar as emoções em diferentes tipos. Mas há desacordo sobre qual deles é o componente essencial que determina a categoria relevante. As abordagens dominantes categorizam de acordo com como a emoção se sente, como avalia seu objeto ou que comportamento motiva.
Os ânimos estão intimamente relacionados com as emoções, mas não são idênticos a elas. Como as emoções, geralmente podem ser categorizadas como positivas ou negativas, dependendo de como se sente tê-las. Uma diferença central é que as experiências emocionais geralmente têm um objeto muito específico, como o medo de um urso. As experiências de ânimo, por outro lado, muitas vezes não têm objeto ou seu objeto é bastante difuso, como quando uma pessoa está ansiosa que algo ruim possa acontecer sem ser capaz de articular claramente a fonte de sua ansiedade. Outras diferenças incluem que as emoções tendem a ser causadas por eventos específicos, enquanto os ânimos muitas vezes carecem de uma causa claramente identificável, e que as emoções são geralmente intensivas, enquanto os ânimos tendem a durar mais tempo. Exemplos de ânimos incluem ansiedade, depressão, euforia, irritabilidade e melancolia.

### Desejo e agência
Os desejos compreendem uma ampla classe de estados mentais. Eles incluem desejos inconscientes, mas apenas suas formas conscientes são diretamente relevantes para a experiência. Os desejos conscientes envolvem a experiência de querer ou almejar algo. Isto é muitas vezes entendido em um sentido muito amplo, no qual fenômenos como amor, intenção e sede são vistos como formas de desejo. Geralmente são entendidos como atitudes para com estados de coisas concebíveis. Eles representam seus objetos como sendo valiosos em algum sentido e visam realizá-los mudando o mundo correspondentemente. Isto pode acontecer em um sentido positivo ou negativo. No sentido positivo, o objeto é experimentado como bom e o objetivo é criá-lo ou mantê-lo. No sentido negativo, o objeto é experimentado como mau e o objetivo é destruí-lo ou impedir que venha a existir. Nos desejos intrínsecos, o objeto é desejado por si mesmo, enquanto nos desejos extrínsecos, o objeto é desejado por causa das consequências positivas associadas a ele. Os desejos vêm em diferentes graus de intensidade e sua satisfação é geralmente experimentada como prazerosa.
Agência refere-se à capacidade de agir e à manifestação dessa capacidade. Sua experiência envolve vários aspectos diferentes, incluindo a formação de intenções, ao planejar possíveis cursos de ação, a decisão entre diferentes alternativas e o esforço ao tentar realizar o curso de ação pretendido. Muitas vezes se sustenta que os desejos fornecem a força motivacional por trás da agência. Mas nem todas as experiências de desejo são acompanhadas pela experiência da agência. Este é o caso, por exemplo, quando um desejo é realizado sem que o agente tente fazê-lo ou quando nenhum curso de ação possível está disponível ao agente para satisfazer o desejo.
Em um sentido mais restrito, o termo "senso de agência" refere-se à impressão de estar no controle e de ser o dono da própria ação. Frequentemente, afirma-se que dois componentes são as fontes centrais do sentido de agência. Por um lado, o agente constantemente faz previsões sobre como suas intenções influenciarão seu movimento corporal e compara essas previsões com o feedback sensorial. Nesta visão, uma correspondência positiva gera um senso de agência, enquanto uma correspondência negativa interrompe o sentido de agência. Por outro lado, ao olhar para trás, o agente interpreta sua intenção como a causa da ação. No caso de sucesso, a intenção precede a ação e a ação é consistente com a intenção.

### Experiência não ordinária
Os termos "experiência não ordinária", "experiência anômala" ou "estado alterado de consciência" são usados para descrever uma ampla variedade de experiências raras que diferem significativamente da experiência no estado de vigília comum. Exemplos de experiências não ordinárias são experiências religiosas, que estão intimamente relacionadas com experiências espirituais ou místicas, experiências fora do corpo, experiências de quase-morte, episódios psicóticos e experiências psicodélicas.
As experiências religiosas são experiências não ordinárias que carregam um significado religioso para o experimentador. Muitas vezes envolvem algum tipo de encontro com uma pessoa divina, por exemplo, na forma de ver Deus ou ouvir a ordem de Deus. Mas também podem envolver ter um sentimento intensivo que se acredita ser causado por Deus ou reconhecer o divino na natureza ou em si mesmo. Algumas experiências religiosas são consideradas inefáveis, o que significa que estão tão distantes do comum que não podem ser descritas em palavras. As experiências fora do corpo envolvem a impressão de estar separado do corpo material e perceber o mundo externo a partir desta perspectiva diferente. Nelas, muitas vezes parece à pessoa que está flutuando acima de seu próprio corpo enquanto lo vê de fora. Podem ter várias causas diferentes, incluindo lesões cerebrais traumáticas, drogas psicodélicas ou paralisia do sono. Também podem tomar a forma de experiências de quase-morte, que  são geralmente provocadas por situações de risco de vida e incluem conteúdos como voar através de um túnel em direção a uma luz, falar com parentes falecidos ou uma revisão de vida, na qual uma pessoa vê toda a sua vida passar diante de seus olhos.
É incontroverso que essas experiências ocorrem às vezes para algumas pessoas. Em um estudo, por exemplo, cerca de 10% relatam ter tido pelo menos uma experiência fora do corpo em sua vida. Mas é altamente controverso o grau de confiabilidade destas experiências para representar com precisão aspectos da realidade não acessíveis à experiência comum. Isto se deve ao fato de que várias afirmações de amplo alcance são feitas com base em experiências não ordinárias. Muitas dessas afirmações não podem ser verificadas pela percepção regular e frequentemente parecem contradizê-la ou contradizer-se umas às outras. Com base na experiência religiosa, por exemplo, foi afirmado que existe um criador divino distinto da natureza ou que o divino existe na natureza. As experiências fora do corpo e as experiências de quase-morte, por outro lado, são frequentemente usadas para argumentar a favor de um dualismo mente-corpo, sustentando que a alma pode existir sem o corpo e continua a existir após a morte do corpo. Os defensores de tais afirmações frequentemente afirmam que não temos nenhuma razão decisiva para negar a confiabilidade de tais experiências, por exemplo, porque são semelhantes em aspectos importantes à experiência sensorial regular, ou porque há uma faculdade cognitiva adicional que nos fornece acesso ao conhecimento além dos sentidos regulares.

### Outros
Uma grande variedade de experiências é discutida na literatura acadêmica, além dos tipos mencionados até agora. O termo "fluxo", por exemplo, refere-se a experiências nas quais o agente está completamente imerso em uma determinada atividade. Este tipo de experiência tem várias características, incluindo um sentido claro do objetivo da atividade, feedback imediato sobre como se está fazendo e um bom equilíbrio entre as habilidades e a dificuldade da tarefa. Um grupo diversificado de atividades pode levar a experiências de fluxo, como arte, esportes e jogos de computador. O fluxo é de particular interesse para a psicologia positiva porque sua experiência é prazerosa.
A experiência estética é um conceito central na psicologia da arte e na estética experimental. Refere-se à experiência de objetos estéticos, em particular, no que diz respeito à beleza e à arte. Não há um acordo geral sobre as características fundamentais comuns a todas as experiências estéticas. Alguns relatos enfocam características como o fascínio por um objeto estético, um sentimento de unidade e intensidade, enquanto outros enfatizam uma certa distância psicológica do objeto estético no sentido de que a experiência estética está desconectada das preocupações práticas.
As experiências transformadoras são experiências que envolvem uma transformação radical que deixa o experimentador uma pessoa diferente de quem era antes. Exemplos de experiências transformadoras incluem ter um filho, lutar em uma guerra ou passar por uma conversão religiosa. Envolvem mudanças profundas tanto nas crenças quanto nas preferências fundamentais. Foi argumentado que as experiências transformadoras constituem contra-exemplos à teoria da escolha racional porque a pessoa que decide a favor ou contra passar por uma experiência transformadora não pode saber como será até depois e porque não está claro se a decisão deve ser baseada nas preferências antes ou depois da transformação.

## Em várias disciplinas

### Fenomenologia
A fenomenologia é a ciência da estrutura e dos conteúdos da experiência. Estuda os fenômenos, ou seja, as aparências das coisas a partir da perspectiva em primeira pessoa. Uma grande variedade de experiências é investigada desta forma, incluindo percepção, memória, imaginação, pensamento, desejo, emoção e agência. De acordo com a fenomenologia tradicional, uma estrutura importante encontrada em todos os diferentes tipos de experiência é a intencionalidade, o que significa que toda experiência é experiência de algo. Neste sentido, a experiência é sempre dirigida a determinados objetos por meio de seus conteúdos representacionais. As experiências são, em um sentido importante, diferentes dos objetos da experiência, pois as experiências não são apenas apresentadas, mas se vive através delas. A fenomenologia também se preocupa com o estudo das condições de possibilidade de fenômenos que podem moldar a experiência de maneiras diferentes para pessoas diferentes. Essas condições incluem corporeidade, cultura, língua e fundo social.
Existem várias formas diferentes de fenomenologia, que empregam diferentes métodos. Um elemento central da fenomenologia tradicional, associado a Edmund Husserl, é a chamada epoché, também conhecida como colocação entre parênteses. Nela, o pesquisador suspende seu julgamento sobre a existência externa dos objetos experimentados a fim de focar exclusivamente na estrutura da própria experiência, ou seja, em como esses objetos são apresentados. Um método importante para estudar o conteúdo da experiência é chamado de variação eidética. Seu objetivo é discernir a essência de um objeto imaginando-o, variando suas características e avaliando se o objeto pode sobreviver a esta mudança imaginária. Somente as características que não podem ser alteradas desta forma pertencem à essência do objeto. A fenomenologia hermenêutica, em contraste, dá mais importância à nossa familiaridade preexistente com a experiência. Tenta entender como esta pré-compreensão traz consigo várias formas de interpretação que moldam a experiência e podem introduzir distorções nela. A neurofenomenologia, por outro lado, visa preencher a lacuna entre a perspectiva em primeira pessoa da fenomenologia tradicional e a abordagem em terceira pessoa favorecida pelas ciências naturais. Isto acontece procurando conexões entre a experiência subjetiva e os processos cerebrais objetivos, por exemplo, com a ajuda de escaneamentos cerebrais.

### Epistemologia
A experiência, quando entendida em termos de sensação, é de especial interesse para a epistemologia. O conhecimento baseado nesta forma de experiência é denominado "conhecimento empírico" ou "conhecimento a posteriori". O empirismo é a tese de que todo conhecimento é conhecimento empírico, ou seja, que não há conhecimento que não se baseia em última instância na experiência sensorial. Tradicionalmente, esta visão é oposta pelos racionalistas, que aceitam que a experiência sensorial pode fundamentar o conhecimento, mas também permitem outras fontes de conhecimento. Por exemplo, alguns racionalistas afirmam que os seres humanos têm um conhecimento inato ou intuitivo da matemática que não se baseia em generalizações fundamentadas em experiências sensoriais.
Outro problema é compreender como é possível que as experiências sensoriais justifiquem crenças. De acordo com um ponto de vista, as experiências sensoriais são, elas mesmas, semelhantes a crenças, no sentido de que envolvem a afirmação de conteúdos proposicionais. Nesta visão, ver neve branca envolve, entre outras coisas, a afirmação da proposição "neve é branca". Dada esta suposição, as experiências podem justificar crenças da mesma maneira que as crenças podem justificar outras crenças: porque seus conteúdos proposicionais estão nas relações lógicas e explicativas apropriadas entre si. Mas esta suposição tem muitos oponentes que argumentam que as sensações são não conceituais e, portanto, não proposicionais. Nesta visão, a afirmação de que a neve é branca já é algo adicionado à experiência sensorial, que em si pode não equivaler a muito mais que a apresentação de uma forma branca. Um problema para esta abordagem não conceitualista da experiência perceptual é que ela enfrenta dificuldades para explicar como as experiências sensoriais podem justificar crenças, como aparentemente o fazem. Uma maneira de evitar este problema é negar esta aparência, sustentando que não justificam crenças, mas apenas causam crenças. De acordo com a teoria de coerência da justificação, estas crenças ainda podem ser justificadas, não pelas experiências responsáveis delas, mas pela forma como são coerentes com o resto das crenças da pessoa.
Devido a sua relação com a justificação e o conhecimento, a experiência desempenha um papel central para a racionalidade empírica. Se é racional para alguém acreditar em uma determinada afirmação depende, entre outras coisas, das experiências que essa pessoa fez. Por exemplo, um professor pode estar justificado em acreditar que certo aluno passará em um exame baseado na experiência do professor com o aluno na sala de aula. Mas a mesma crença não seria justificada para um estranho sem essas experiências. A racionalidade é relativa à experiência neste sentido. Isto implica que pode ser racional para uma pessoa aceitar uma determinada afirmação, enquanto outra pessoa pode rejeitar racionalmente a mesma afirmação.

### Ciência
Intimamente relacionado com o papel da experiência na epistemologia é seu papel na ciência. Frequentemente, argumenta-se que a experiência observacional é fundamental para os experimentos científicos. A evidência obtida desta maneira é então usada para confirmar ou desconfirmar teorias científicas. Desta forma, a experiência atua como um árbitro neutro entre teorias concorrentes. Por exemplo, observações astronômicas feitas por Galileu Galilei sobre as órbitas dos planetas foram utilizadas como evidência na revolução Copernicana na qual o modelo geocêntrico tradicional foi rejeitado em favor do modelo heliocêntrico. Um problema para esta visão é que é essencial que as evidências científicas sejam públicas e incontroversas. A razão para isto é que diferentes cientistas deveriam ser capazes de compartilhar a mesma evidência para chegar a um acordo sobre qual hipótese é correta. Mas a experiência é geralmente entendida como um estado mental privado, não como um fenômeno publicamente observável, colocando assim seu papel como evidência científica em questão.

### Metafísica
Um problema central na metafísica é o problema mente-corpo. Envolve a questão de como conceber a relação entre corpo e mente. Entendido em seu sentido mais amplo, diz respeito não apenas à experiência, mas a qualquer forma de mente, incluindo os estados mentais inconscientes. Mas tem sido argumentado que a experiência tem especial relevância aqui, já que a experiência é frequentemente vista como a forma paradigmática da mente. A ideia de que há um "problema" para começar muitas vezes remonta ao quão diferentes a matéria e a experiência parecem ser. As propriedades físicas, como tamanho, forma e peso, são públicas e atribuídas a objetos. As experiências, por outro lado, são privadas e atribuídas a sujeitos. Outra característica distintiva importante é que as experiências são intencionais, ou seja, que são dirigidas a objetos diferentes de si mesmas. Mas apesar dessas diferenças, corpo e mente parecem interagir causalmente entre si, o que é conhecido como causalidade psicofísica. Isto diz respeito tanto à maneira pela qual eventos físicos, como uma pedra caindo sobre o pé de alguém, causam experiências, como uma dor aguda, quanto à maneira pela qual experiências, como a intenção de parar a dor, causam eventos físicos, como puxar o pé de debaixo da pedra.
Várias soluções para o problema mente-corpo foram apresentadas. O dualismo é uma abordagem tradicionalmente importante. Afirma que corpos e mentes pertencem a distintas categorias ontológicas e existem independentemente uns dos outros. Um problema central para os dualistas é dar uma explicação plausível de como sua interação é possível ou de porque eles parecem interagir. Os monistas, por outro lado, negam este tipo de bifurcação ontológica. Em vez disso, argumentam que, no nível mais fundamental, existe apenas um tipo de entidade. De acordo com o materialismo, tudo é, em última análise, material. Segundo esta visão, as mentes ou não existem, ou existem como aspectos materiais dos corpos. De acordo com o idealismo, tudo é, em última análise, mental. Segundo esta visão, os objetos materiais só existem na forma de ideias e, portanto, dependem da experiência e de outros estados mentais. Os monistas enfrentam o problema de explicar como dois tipos de entidades que parecem ser tão diferentes podem pertencer à mesma categoria ontológica.
O problema difícil da consciência é uma questão intimamente relacionada. Trata-se de explicar porque alguns eventos físicos, como processos cerebrais, são acompanhados por experiências conscientes, ou seja, que ao vivê-los o sujeito se sente de uma certa maneira. Isto é especialmente relevante do ponto de vista das ciências naturais, pois parece ser possível, pelo menos em princípio, explicar o comportamento e a cognição humanos sem referência à experiência. Tal explicação pode acontecer em relação ao processamento de informações na forma de sinais elétricos. Neste sentido, o problema difícil da consciência aponta para uma lacuna explicativa entre o mundo físico e a experiência consciente. Há uma sobreposição significativa entre as soluções propostas para o problema mente-corpo e as soluções propostas para o problema difícil da consciência.

### Psicologia
Outro desacordo entre empiristas e racionalistas, além de sua disputa epistemológica, diz respeito ao papel da experiência na formação de conceitos. Os conceitos são noções gerais que constituem os elementos fundamentais do pensamento. Alguns empiristas sustentam que todos os conceitos são aprendidos da experiência. Isto às vezes é explicado alegando que conceitos apenas constituem generalizações, abstrações ou cópias dos conteúdos originais da experiência. Os empiristas lógicos, por exemplo, usaram esta ideia em um esforço para reduzir o conteúdo de todas as proposições empíricas a sentenças protocolares que não registram nada além das experiências imediatas dos cientistas. Esta ideia é convincente para alguns conceitos, como o conceito de "vermelho" ou de "cão", que parecem ser adquiridos através da experiência com suas instâncias. Mas é controverso se isto é verdade para todos os conceitos. Immanuel Kant, por exemplo, defende uma posição racionalista ao sustentar que a experiência requer certos conceitos tão básicos que não seria possível sem eles. Estes conceitos, as chamadas categorias, não podem ser adquiridos através da experiência, pois são as condições de possibilidade da experiência, segundo Kant.